# Кудрявцево (Конаковський район)
Кудрявцево (рос. Кудрявцево) — присілок в Конаковському районі Тверської області Російської Федерації.
Населення становить 6 осіб. Входить до складу муніципального утворення Юр'єво-Девичевське сільське поселення.

## Історія
Від 2005 року входить до складу муніципального утворення Юр'єво-Девичевське сільське поселення.

## Населення
| 1859 | 1887 | 1897 | 2002 | 2010 |
| ---- | ---- | ---- | ---- | ---- |
| 506  | ↗608 | ↘487 | ↘9   | ↘6   |